# Lorenzo Quaglio II

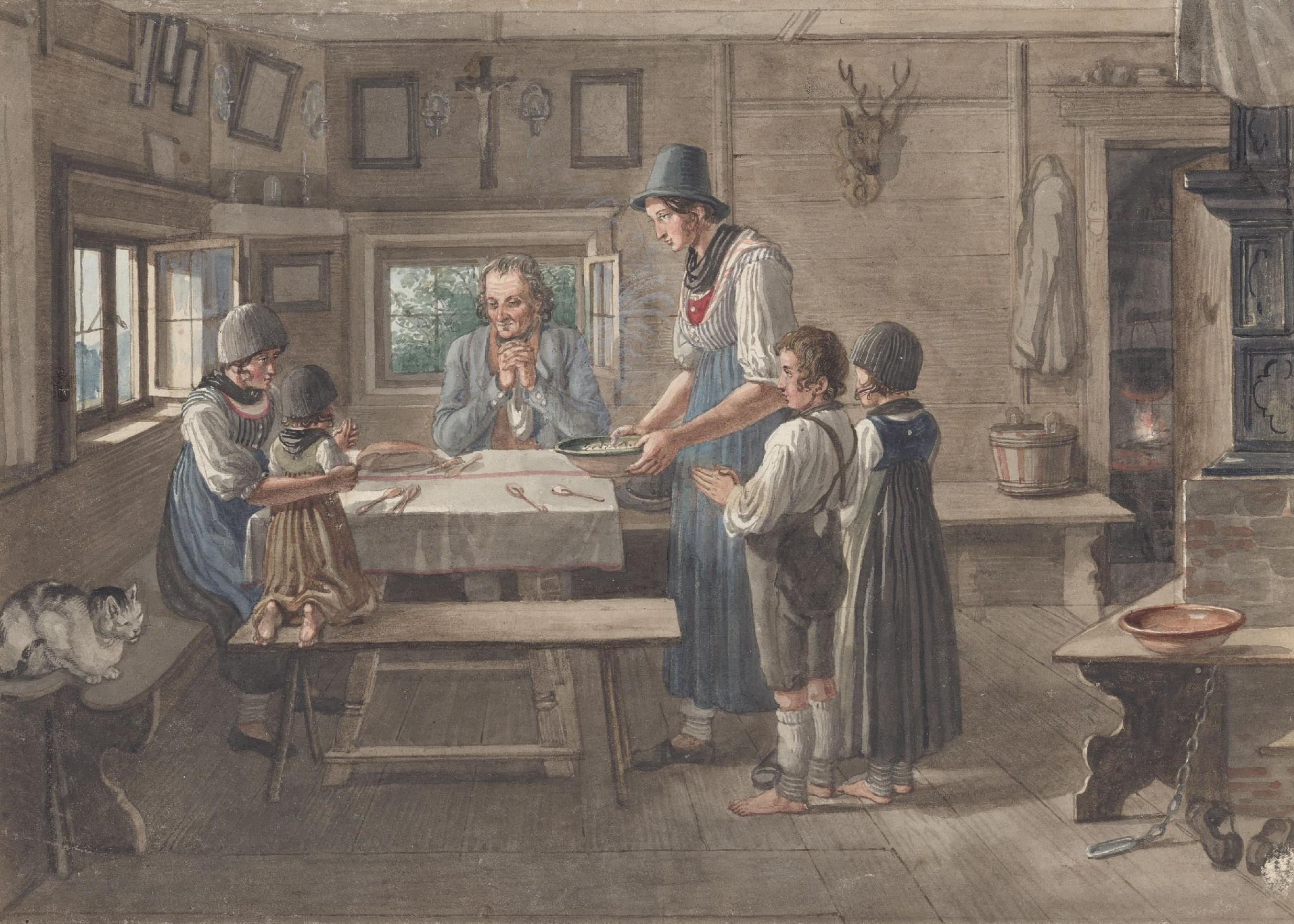
Das Tischgebet, um 1823, Aquarell

Lorenz (auch: Lorenzo) Quaglio (* 17. Dezember 1793 in München; † 15. März 1869 ebenda), genannt Lorenzo II oder Lorenzo der Jüngere, war ein Maler und Lithograf des deutschen Biedermeier.

## Herkunft und Familie
Die Familie Quaglio waren eine italienisch-deutsche Künstlerfamilie, die im 17. bis 20. Jahrhundert eine Reihe namhafter Maler und Architekten stellte. Lorenzo Quaglio wurde als eines von elf Kindern des Malers und Architekten Giuseppe Quaglio geboren. Seine Brüder sind der Landschafts- und Genremaler Domenico Quaglio, Angelo Quaglio I und Simon Quaglio. Die weitverzweigte Künstlerfamilie Quaglio stammte ursprünglich aus Laino in der Lombardei, Italien und war von Kurfürst Karl Theodor nach Mannheim berufen worden. Mit dem Umzug seines Hofes übersiedelten sie 1778 nach München.

## Leben
Lorenzo Quaglio d. J. wurde zunächst von seinem Vater Giuseppe und bei seinem Bruder Angelo I unterrichtet. Am 22. November 1809, im selben Jahr wie seine Brüder Angelo und Domenico, schrieb er sich an der Münchner Kunstakademie für das Fach „Figurenzeichnung“ ein, das in dieser Zeit von Andreas Seidl unterrichtet wurde. Er soll bis 1816 dort studiert haben. Bereits während seiner Zeit an der Akademie beschäftigte er sich mit der noch jungen Technik der Lithografie und schuf Drucke, die zu den besten der frühen Zeit zählen.
Später führten ihn zahlreiche Reisen auch nach Norddeutschland, an den Rhein, nach Österreich und in die Schweiz. Neben Peter von Hess und Heinrich Bürkel zählt er zu den bedeutendsten Vertretern der Genremalerei in München in der ersten Hälfte des 19. Jahrhunderts.
1848 scheiterte sein Versuch, „eine Strowaaren-Fabrik zu etabliren“. Auch eine Bewerbung im Jan. 1853 um eine Konservatorenstelle an der Pinakothek blieb erfolglos, da er zu diesem Zeitpunkt bereits an nahezu vollständiger Taubheit litt. Altersgebrechen schränkten seine künstlerische Arbeit in den 60er Jahren stark ein, in denen er aber seinen früheren volkstümlichen Themen treu blieb.

## Werk
1815 entstand die lithografische Folge „Unterricht in der Figuren-Zeichnung“, die auf 25 Blättern Kopf-, Nasen-, Augen-, Mundformen und verschiedene Ansichten der menschlichen Gliedmaßen enthält. Zu dem 1817 erschienenen ersten Band des „Königlich Bairischen Gemälde-saals zu München und Schleißheim“ steuerte er Reproduktionszeichnungen bekannter Gemälde aus den Münchner Sammlungen bei. Um 1820 entstanden in zwei Heften „Studien nach der Natur zur Landschaft-Staffirung“, in denen er Personen aus verschiedenen Gegenden des Voralpengebiets lithografierte.
Lorenzo Quaglio wurde mit seinen Darstellungen von Menschen in ihrem alltäglichen Arbeitsumfeld bekannt. Er gilt als genauer Beobachter des oberbayerischen Bauern- und Kleinbürgerlebens, das er in zahlreichen Studien festhielt und in penibel ausgearbeiteten Aquarellen sowie meist kleinformatigen Ölgemälden zu Genreszenen zusammenstellte, die heute einen lebendigen Eindruck in die Zeit des Biedermeier geben. Seine Schilderungen der Volkstrachten gehören zu den ersten Dokumenten dieses Genres und sind daher heute auch wichtige volkskundliche Quellen. 1835/36 beteiligte sich Lorenzo unter der Leitung seines Bruders Domenico an der Ausmalung des wiederaufgebauten Schlosses Hohenschwangau nach Entwürfen von Moritz von Schwind und Christian Ruben.
Größere Konvolute seiner Werke befinden sich in der Staatlichen Graphischen Sammlung München und in der Städtischen Galerie im Lenbachhaus in München.

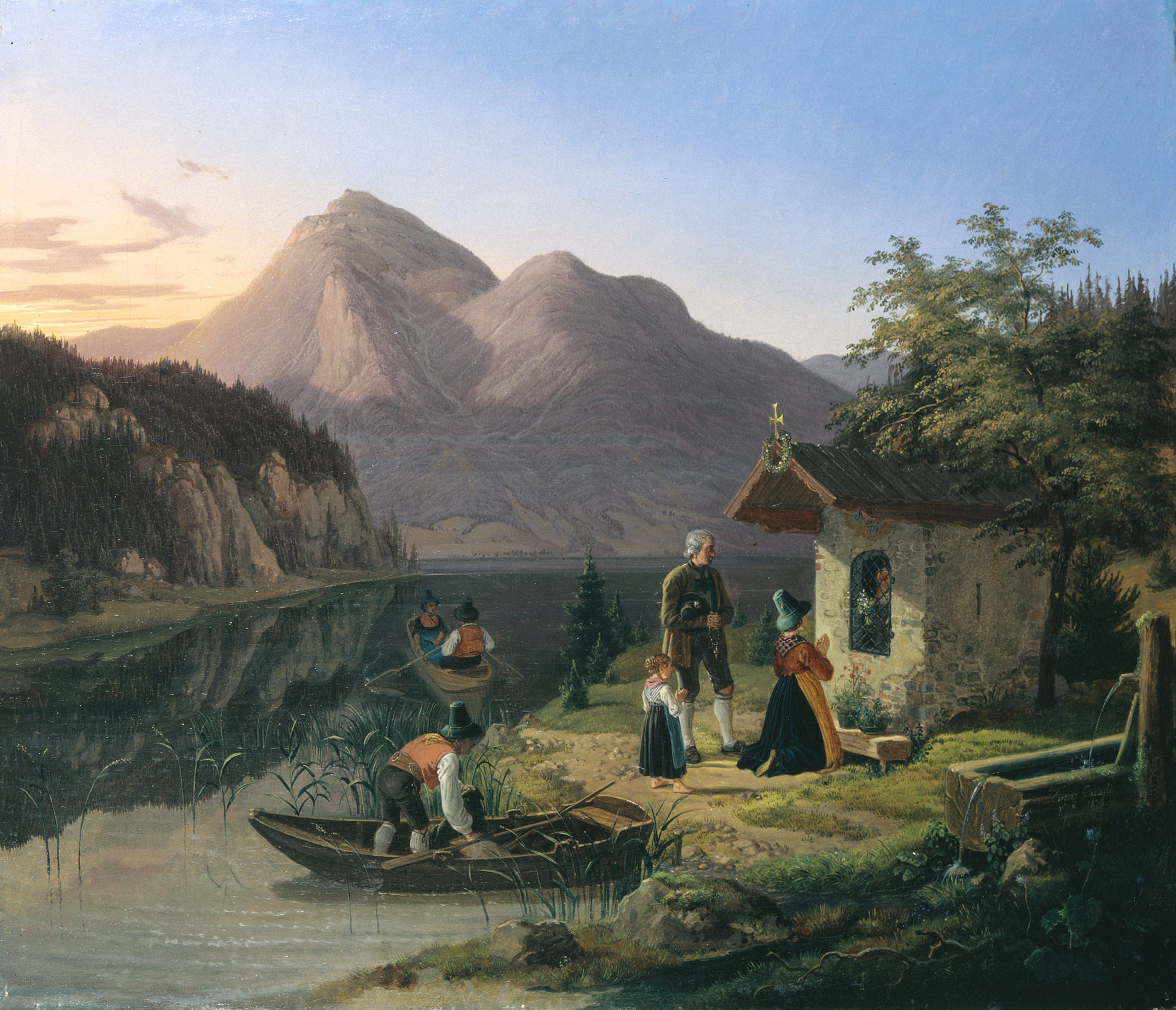
Gebirgssee mit Bauernfamilie, 1834, Öl auf Leinwand
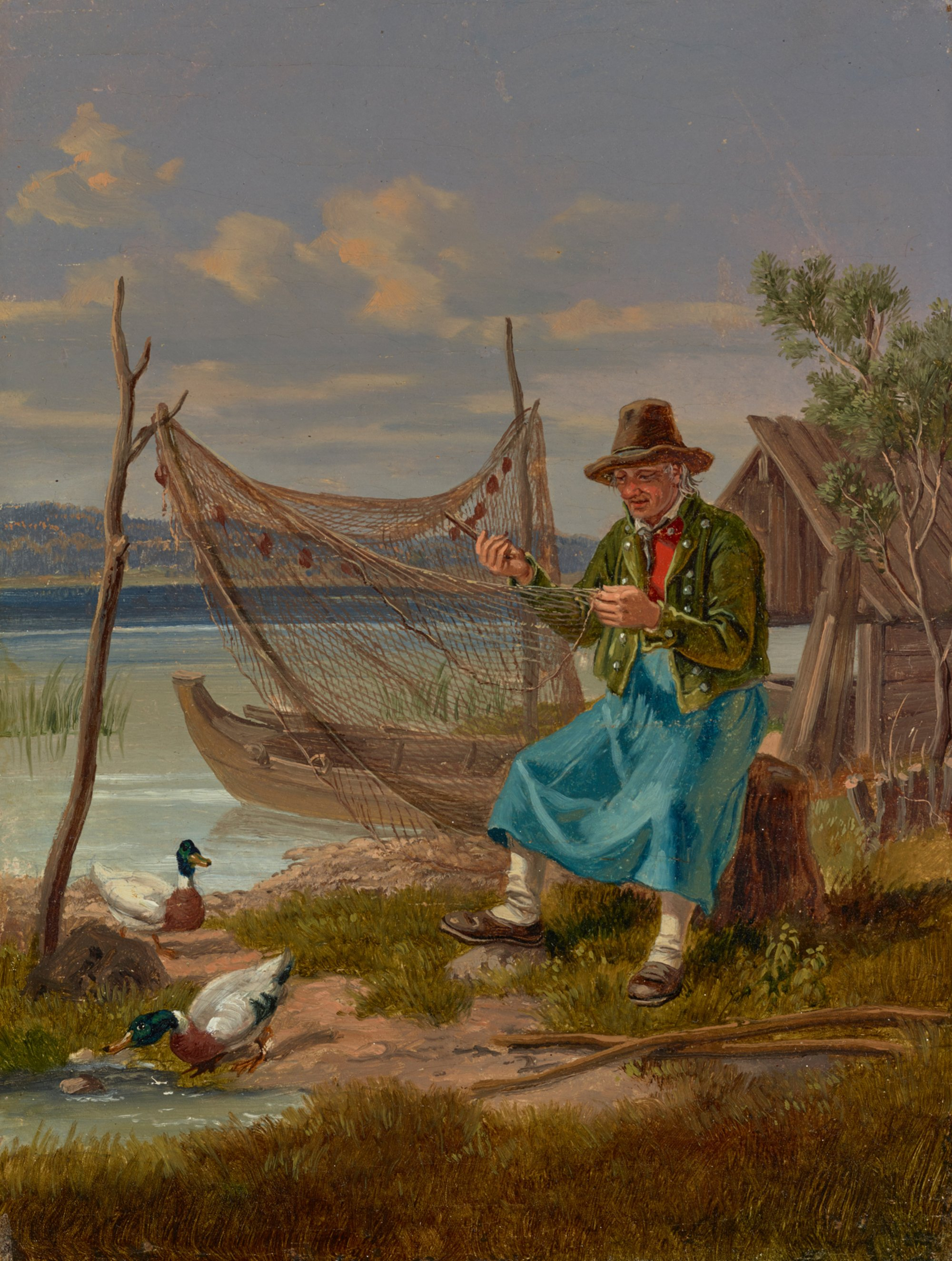
Netze flickender Fischer am See, Öl auf Leinwand
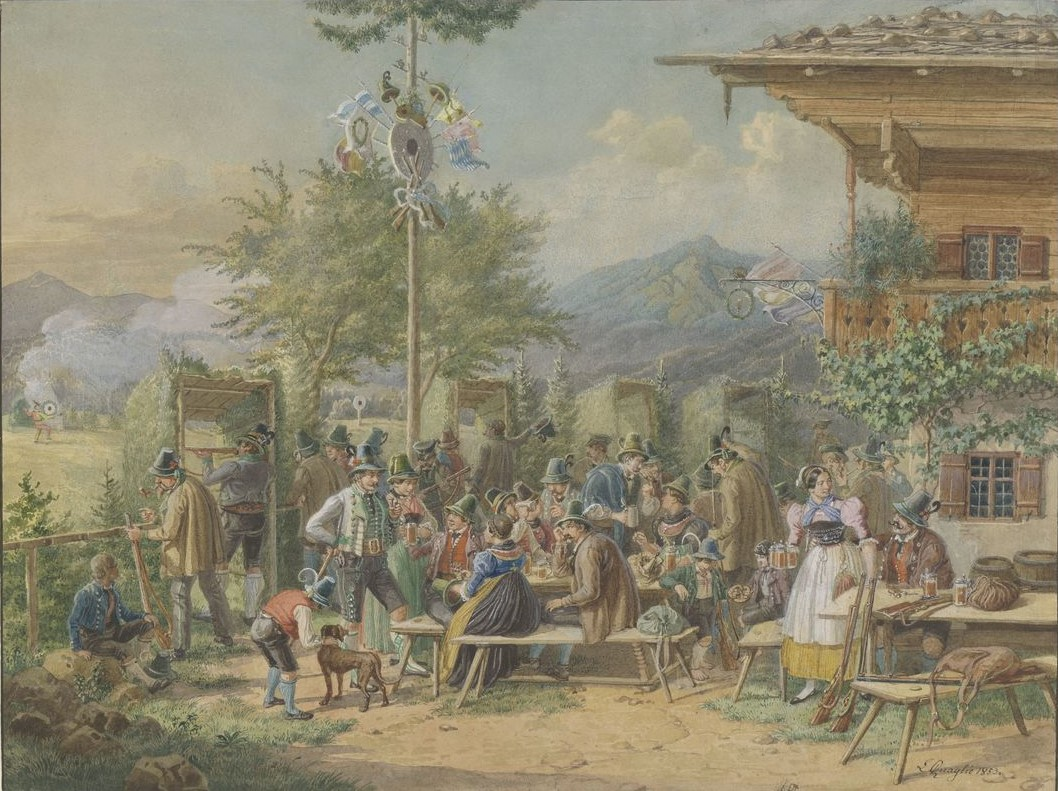
Scheibenschießen zu Bayerischzell, 1853, Aquarell
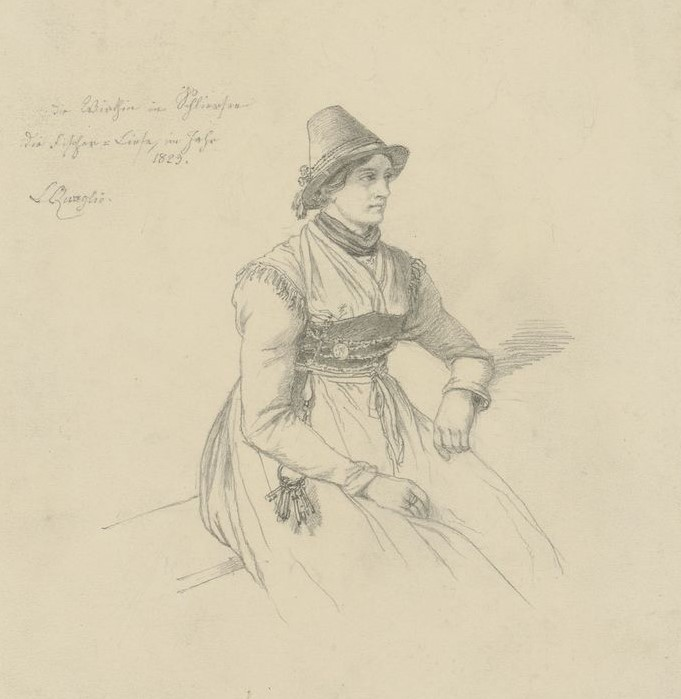
Wirtin in Schliersee. Die Fischer-Liesl, 1829, Bleistiftzeichnung